# Andrena muscaria
Andrena muscaria är en biart som beskrevs av Warncke 1965. Andrena muscaria ingår i släktet sandbin, och familjen grävbin. Inga underarter finns listade i Catalogue of Life.